# Przylądek Dobrej Nadziei
Przylądek Dobrej Nadziei (ang. Cape of Good Hope, afr. Kaap die Goeie Hoop, port. Cabo da Boa Esperança), pierwotnie Przylądek Burz (port. Cabo das Tormentas) – przylądek leżący w Południowej Afryce, 160 km na północny zachód od Przylądka Igielnego. Stanowi zakończenie Półwyspu Przylądkowego, u którego nasady leży Kapsztad.
Półwysep leżący w nizinnym otoczeniu stanowią skaliste wzgórza charakterystycznego powulkanicznego kształtu z Górą Stołową (afr. Tafelberg; ang. Table Mountain) o wysokości 1067 m n.p.m., dominującą nad otoczeniem i widoczną daleko z morza, a której nazwa wiernie oddaje jej kształt. Część półwyspu, łącznie z urozmaiconą linią brzegową, stanowi obszar ochrony przyrody, cechującej się tu bardzo dużym zróżnicowaniem i znacznym udziałem endemitów. Jest to jednocześnie obszar jednej z najwyższych na świecie aktywności wyładowań atmosferycznych.
Europejskim odkrywcą przylądka był w 1488 r. portugalski żeglarz Bartolomeu Dias, który nazwał go Przylądkiem Burz. Nazwa została zmieniona przez króla Portugalii Jana II na Przylądek Dobrej Nadziei, gdyż było to miejsce, którego osiągnięcie dawało nadzieje na dotarcie dalej na wschód.